# Suszec
Suszec (in tedesco Sussetz) è un comune rurale polacco del distretto di Pszczyna, nel voivodato della Slesia.
Ricopre una superficie di 75,63 km² e nel 2004 contava 10 648 abitanti.